# Senator (album)
Senator – pierwszy i jedyny album węgierskiej grupy muzycznej Senator. Został wydany w 1985 roku przez Hungaroton-Start na LP i MC.

## Historia
W 1985 roku Lajos Som, po rozpadzie grupy Piramis, powołał nową grupę, Senator. Pierwszy skład zespołu tworzyli następujący muzycy: Károly Gigor (z Hardtop), Lajos Som (z Piramis), Tamás Szekeres (z V.M. Band), Tamás Takáts (z Karthago) i László Varga (z Pardon). Autorem tekstów był Attila Horváth, który wcześniej pisał teksty dla takich grup jak Taurus, Piramis czy Korál.
Zespół w takim składzie nagrał album Senator, wydany w 1985 roku przez Hungaroton-Start. Album wydany został na LP i MC. Na albumie zespół chciał utrzymać "klasyczny" rock. Płyta nie odniosła spodziewanego sukcesu, chociaż dwa utwory ("Jönnek a démonok" i "Te őrült") stały się popularne. Wkrótce po wydaniu albumu Szekeres opuścił zespół, a jego miejsce zajął János Závodi. W przeciwieństwie do płyt wielu innych węgierskich artystów lat 80., album nigdy nie został wznowiony na CD.
Jesienią 1985 roku zespół rozpoczął trasę koncertową, jednak ze względu na niewielką liczbę publiczności nie należała ona do udanych. W 1987 roku zespół rozpadł się.

## Lista utworów

### Strona A
1. "Jönnek a démonok" (4:33)
2. "Az ágyam a menedékhely" (4:53)
3. "Dühösen, bűnösen" (3:16)
4. "Csak a jók mennek el" (5:04)

### Strona B
1. "Játsz tovább!" (3:33)
2. "Reménytelen álmodozó" (3:26)
3. "Nincs másik út" (3:09)
4. "Öt napja már" (3:15)
5. "Te őrült" (4:25)

## Wykonawcy
- Károly Gigor – instrumenty perkusyjne (Ludwig és Simons)
- Lajos Som – gitara basowa (4001 Rickenbacker)
- Tamás Szekeres – gitara (Gibson)
- Tamás Takáts – wokal
- László Varga – instrumenty klawiszowe (Oberheim OB2, Yamaha DX7)
- Attila Horváth – teksty

### Produkcja
- Tamás Szekeres – reżyser dźwięku
- Zoltán Berkes, Péter Rozgonyi – inżynier dźwięku, technik dźwięku
- Roland Kosnás – projekt okładki, zdjęcia, grafika